# Raffi Quirke
Pas d'image ? Cliquez ici

a Compétitions nationales et continentales officielles uniquement.

b Matchs officiels uniquement.
Dernière mise à jour le 15 août 2023.
Raffi Quirke, né le 18 août 2001 à Manchester (Angleterre), est un joueur international anglais de rugby à XV jouant au poste de demi de mêlée à Sale.

## Biographie

### Jeunesse et formation
Raffi Quirke naît le 18 août 2001 à Manchester. Il commence à jouer au rugby à l'âge de 5 ans, inspiré par son père Saul qui l'a entraîné pendant ses premières années. Il fait partie de l'équipe du Broughton Park RFC des moins de neuf ans, qui est restée invaincue tout en marquant 267 essais. Quirke était également triathlète, suivant les traces de ses deux parents, et est devenu champion du Nord-Ouest de triathlon à l'âge de 12 ou 13 ans. Cependant, il devient de plus en plus difficile d'envisager de poursuivre à la fois le rugby et le triathlon à un niveau professionnel, si bien qu'il décide finalement de se concentrer sur le rugby,.
Durant sa jeunesse, il est sélectionné dans un premier temps en équipe d'Angleterre des moins de 16 ans, puis des moins de 18 ans. En 2018, il intègre le centre de formation des Sale Sharks. L'année suivante, alors qu'il n'avait que 18 ans, il est prêté au le Sale FC en National League One, la troisième division anglaise. 
En 2021, il est sélectionné avec l'équipe nationale des moins de 20 ans pour participer au Tournoi des Six Nations des moins de 20 ans,. Il est alors l'un des plus grands espoirs du rugby à XV anglais.
Il étudie au St Ambrose College (en). Il est d'origine irlandaise par l'intermédiaire d'un grand-parent maternel et supporte le club de sa ville natale, Manchester United.

### Débuts professionnels et premières sélections avec le XV de la Rose (depuis 2021)
Raffi Quirke fait sa première apparition sur une feuille de match professionnelle en septembre 2020, lors d'un match comptant pour la fin de saison 2019-2020, contre Leicester. Il est remplaçant mais n'entre toutefois pas en jeu.
Durant la saison 2020-2021, âgé de seulement 19 ans, Raffi Quirke est intégré à l'équipe professionnelle des Sharks et devient la doublure de l'international sud-africain Faf de Klerk. Il fait ses débuts professionnels le 20 février 2021, à l'occasion de la dixième journée de Premiership contre les Harlequins, lorsqu'il entre en jeu à la place de Will Cliff (en) et joue une vingtaine de minutes. Les siens sont battus 24 à 12. Il réalise une première remarquée, lui permettant de s'installer définitivement sur le banc des remplaçants pour la suite de la saison et de jouer quelques bouts de match. Il connaît également sa première titularisation un mois plus tard, face aux Wasps et son équipe s'impose 19-20. La semaine suivante, il marque le premier essai de sa carrière dans une large victoire 57 à 14 en huitième de finale de Coupe d'Europe contre les Scarlets. Son équipe atteint la demi-finale du championnat d'Angleterre, où elle est battue par Exeter. Pour sa première saison, il joue douze matchs toutes compétitions confondues, dont une titularisation et marque un essai.
La saison suivante, en 2021-2022, il profite de l'absence de Faf de Klerk, retenu avec les Springboks pour le Rugby Championship, afin de commencer la saison en tant que titulaire à la mêlée. Il compense très bien cette absence en réalisant de très bons matchs et marque notamment trois essais en trois rencontres, dont un doublé offrant la victoire aux siens face aux Harlequins, champions d'Angleterre en titre,. À la suite de ces excellentes performances, il est sélectionné pour la première fois avec le XV de la Rose par Eddie Jones pour les tests internationaux d'automne 2021, malgré son peu de matchs joués au niveau professionnel. Il connaît sa première cape avec son pays le 13 novembre 2021, face à l'Australie. Il commence la rencontre sur le banc avant d'entrer en jeu à la place de Ben Youngs à la 72e minute. Les Anglais l'emportent 32-15. Il entre aussi en jeu à la place de Youngs lors du match suivant contre l'Afrique du Sud, cette fois plus tôt dans la rencontre, en début de seconde période, et marque un essai important qui permet à son équipe de s'imposer de justesse sur le score de 27 à 26. Quelques mois plus tard, il est de nouveau convoqué en sélection pour participer au Tournoi des Six Nations 2022. Il ne participe toutefois à aucun match dans la compétition où son pays termine en troisième position. En championnat, son équipe termine sixième et ne se qualifie donc pas pour les phases finales. Quirke manque la fin de saison à cause d'une blessure aux ischio-jambiers avec déchirure du tendon nécessitant une opération. Il manque ainsi la tournée estivale de l'Angleterre. Il joue treize matchs et marque quatre essais durant sa deuxième saison.
Après six mois d'absence lié à sa blessure, il fait son retour sur les terrains en début de saison 2022-2023, en octobre 2023, lors d'un match de championnat contre Leicester. N'étant pas sélectionné avec son pays, il joue donc toute la saison avec son club, qui se qualifie en finale de la Premiership. Pour cette rencontre face aux Saracens, Raffi Quirke entre en jeu à la place de Gus Warr à 30 minutes de la fin de ce match perdu 35-25,. Cette saison, malgré le départ de Faf de Klerk, il ne joue que cinq matchs en tant que titulaire sur les dix-huit qu'il a joué. En effet, alors qu'il semblait être le futur numéro un à son poste chez les Sharks, Gus Warr a profité de sa longue blessure pour lui passer devant dans la hiérarchie des demis de mêlée du club.

## Statistiques

### En club
| Saison            | Club              | Championnat       | Championnat | Championnat | Coupe d'Europe  | Coupe d'Europe | Coupe d'Europe |
| Saison            | Club              | Compétition       | Matchs      | Essais      | Compétition     | Matchs         | Essais         |
| ----------------- | ----------------- | ----------------- | ----------- | ----------- | --------------- | -------------- | -------------- |
| 2020-2021         | Sale Sharks       | Premiership       | 10          | -           | Coupe d'Europe  | 2              | 1              |
| 2021-2022         | Sale Sharks       | Premiership       | 11          | 4           | Coupe d'Europe  | 3              | -              |
| 2022-2023         | Sale Sharks       | Premiership       | 14          | 2           | Champions Cup   | 2              | -              |
| 2022-2023         | Sale Sharks       | Premiership       | 14          | 2           | Challenge Cup   | 1              | -              |
| Total Sale Sharks | Total Sale Sharks | Total Sale Sharks | 35          | 6           | Coupes d'Europe | 8              | 1              |

### Internationales
Au 15 août 2023, Raffi Quirke compte deux sélections en équipe d'Angleterre pour un essai marqué, soit cinq points.
| Année | Compétition | Matchs | Points | Essais |
| ----- | ----------- | ------ | ------ | ------ |
| 2021  | Test matchs | 2      | 5      | 1      |
| Total | Total       | 2      | 5      | 1      |

| Numéro | Date             | Lieu                         | Adversaire     | Compétition | Résultat | Score |
| ------ | ---------------- | ---------------------------- | -------------- | ----------- | -------- | ----- |
| 1      | 20 novembre 2021 | Stade de Twickenham, Londres | Afrique du Sud | Test match  | Victoire | 27-26 |

## Palmarès
- Sale Sharks
  - Finaliste du Championnat d'Angleterre en 2023